# Chính trị châu Âu

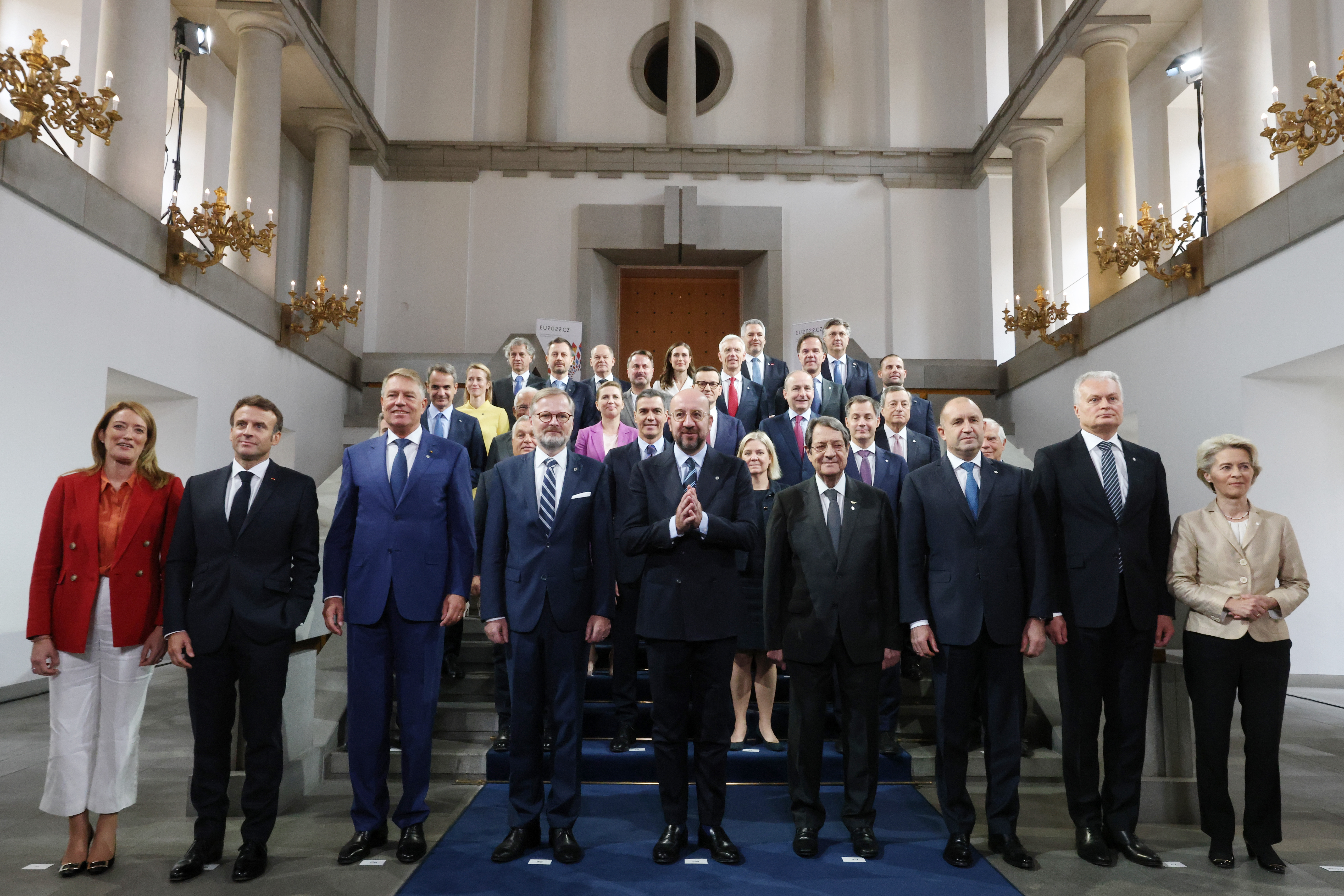
Các lãnh đạo châu Âu tại Praha

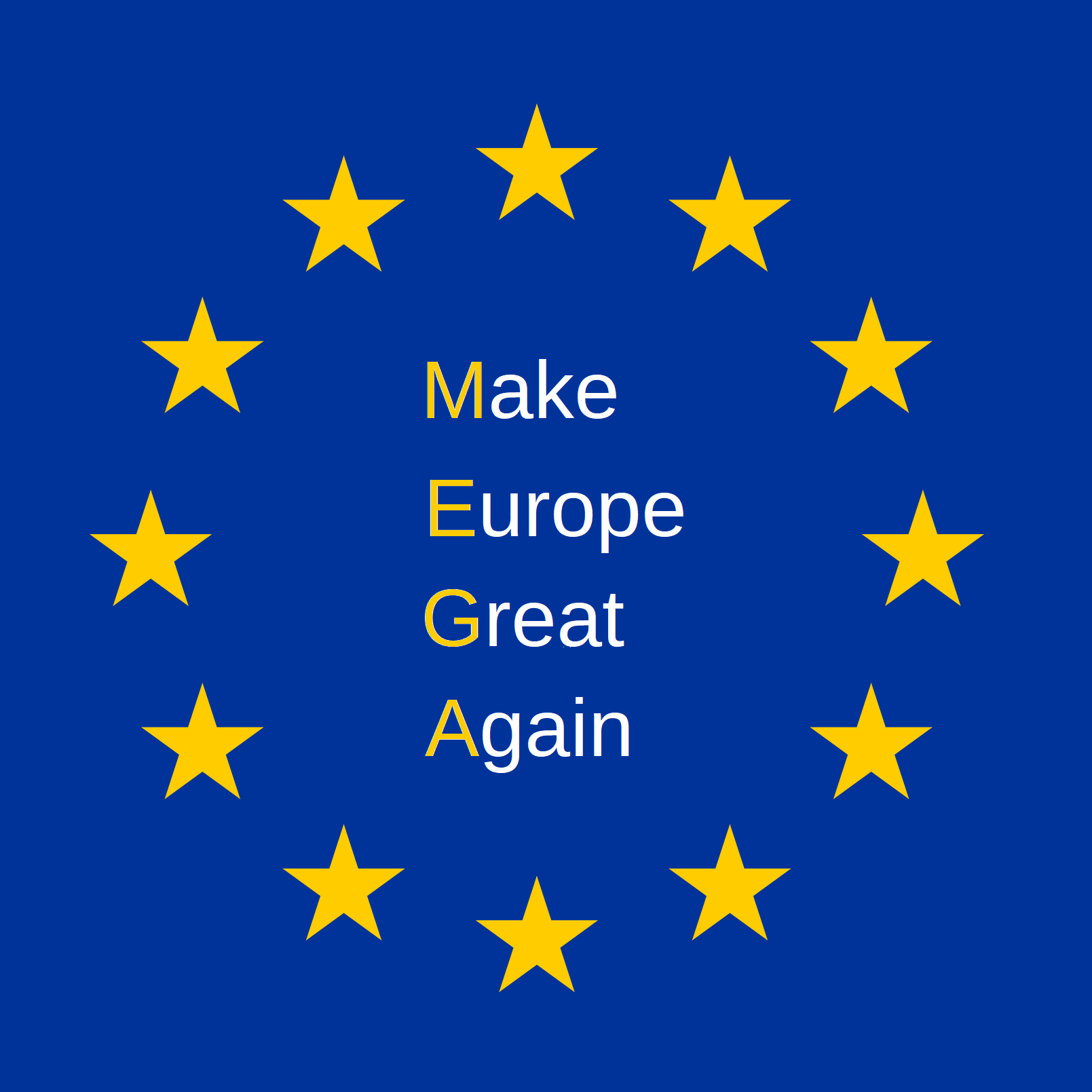
Biểu tượng của EU

Chính trị châu Âu (Politics of Europe) giải quyết các vấn đề chính trị liên tục tiến triển tại lục địa Châu Âu. Đây là chủ đề chi tiết hơn nhiều so với các châu lục khác do một số yếu tố bao gồm lịch sử lâu đời của các quốc gia dân tộc trong khu vực cũng như xu hướng hiện đại hướng tới sự thống nhất chính trị (nhất thể hóa về chính trị) ngày càng tăng giữa các quốc gia châu Âu. Nền chính trị hiện tại của châu Âu có thể bắt nguồn từ các sự kiện lịch sử châu Âu trong lục địa. Tương tự như vậy, địa lý châu Âu, kinh tế châu Âu và văn hóa châu Âu đã góp phần vào cấu trúc chính trị hiện tại của châu Âu. Nền chính trị hiện đại của châu Âu chịu sự chi phối của Liên minh châu Âu (EU), kể từ cuộc cách mạng năm 1989 dẫn đến sự sụp đổ của Bức màn sắt và sự sụp đổ của Khối phía Đông của các nhà nước Cộng sản. Sau khi Chiến tranh Lạnh kết thúc, EU và NATO mở rộng về phía đông để bao gồm các nước Cộng sản trước đây. Tính đến ngày 31 tháng 1 năm 2020, EU có 27 quốc gia thành viên. Tuy nhiên, có một số tổ chức quốc tế khác chủ yếu bao gồm các quốc gia châu Âu hoặc tuyên bố rõ ràng là có nguồn gốc từ châu Âu, bao gồm Hội đồng châu Âu gồm 46 quốc gia là tổ chức châu Âu đầu tiên sau chiến tranh, được coi là tiền thân của Liên minh châu Âu và Tổ chức An ninh và Hợp tác châu Âu (OSCE) gồm 57 quốc gia, bao gồm cả Hoa Kỳ và Canada, cũng như một số quốc gia Trung Á. 
Nhiều quốc gia châu Âu đã tham gia hoặc tuyên bố tham vọng gia nhập Liên minh châu Âu. Có rất ít xung đột trong châu Âu, mặc dù vẫn còn nhiều vấn đề ở tây Balkan, Caucasus, Bắc Ireland ở Vương quốc Anh và xứ Basque ở Tây Ban Nha. Theo dữ liệu năm 2007 được tổ chức Freedom House của Mỹ công bố vào năm 2008 thì các quốc gia châu Âu không thể được phân loại là dân chủ tự do, nền dân chủ bầu cử gồm Azerbaijan, Belarus, Bosnia, Kazakhstan và Nga. Mặc dù mối quan hệ giữa Nga và các quốc gia Tây Âu đã được cải thiện đáng kể kể từ khi Chiến tranh Lạnh kết thúc, nhưng gần đây căng thẳng đã gia tăng do sự lan rộng của các tổ chức, định chế đến từ "phương Tây", đặc biệt là EU và NATO, về phía đông vào các quốc gia thuộc Liên Xô cũ (SNG) vốn thuộc phạm vi ảnh hưởng của Nga. Các biện pháp chống Nga là chủ đề hăng hái trong sinh hoạt chính trị của châu Âu. Về chính trị Nga, theo phương Tây thì một số vùng của Nga có phong trào giành độc lập, chủ yếu ở biên giới phía bắc Kavkaz của quốc gia này, đáng chú ý nhất trong số này là Chechnya, Dagestan và Ingushetia, nơi có các nhóm du kích được hỗ trợ tốt tham gia vào cuộc xung đột công khai với chính quyền Nga. Tình trạng của Kosovo là chủ đề của một cuộc tranh chấp chính trị và lãnh thổ kéo dài giữa chính phủ Serbia (và trước đó là Nam Tư) và dân số chủ yếu là người Albania của Kosovo. Các cuộc đàm phán quốc tế bắt đầu vào năm 2006 để xác định tình trạng cuối cùng. Kosovo tuyên bố độc lập vào ngày 17 tháng 2 năm 2008.